# Etat (leśnictwo)
Etat (etat cięć, etat użytkowania) jest to ilość masy drzewnej możliwa do wycięcia w drzewostanie bez szkody dla tego drzewostanu, w określonym czasie i na określonej powierzchni. 
Etat jest niższy niż przyrost masy drzewnej w tym samym okresie, dzięki czemu następuje stały wzrost zapasu drewna "na pniu".
Najczęściej etat jest określany w jednostce objętości drewna w skali 10 lat (etat 10-letni, etat z planu urządzania lasu), zwany jest 10-letnim etatem miąższościowym. Co roku nadleśnictwa realizują etat roczny będący statystycznie 10 częścią etatu 10-letniego.
Etat powierzchniowy (w ha w skali 10 lat) dotyczy cięć pielęgnacyjnych będących ustawowo obowiązkiem właściciela lasu.
W zależności od wieku drzewostanów, sposobu i celu pobierania użytków drzewnych, cięcia mogą mieć charakter rębny, przedrębny lub przygodny.
Wyróżnia się etaty:
- użytków rębnych,
- użytków przedrębnych,
- użytków przygodnych,
- całkowity.